# 264165 Poehler
264165 Poehler este o planetă minoră (asteroid), cu un diametru de 5,453 km, din centura de asteroizi. A fost descoperită pe 14 ianuarie 2010 la Wide-field Infrared Survey Explorer⁠(d) de Wide-field Infrared Survey Explorer⁠(d). 
Obiectul prezintă o orbită caracterizată de o semiaxă mare de 3,2189603034618 UAi, o excentricitate de 0,08, o înclinație de 16,3 ° în raport cu ecliptica.